# Tenebrae (1982)
Tenebrae (ook bekend als Tenebre) is een Italiaanse horror-/thrillerfilm uit 1982 van Dario Argento.

## Verhaal
De bekende Amerikaanse thrillerschrijver Peter Neal gaat naar Rome om zijn laatste boek Tenebrae te promoten. Daar blijkt dat de gruwelijke moorden uit zijn boek een voor een worden uitgevoerd door een geobsedeerde fan die Neal ook meerdere malen contacteert. De schrijver helpt de politie bij het onderzoek, maar raakt dieper in de zaak betrokken dan hem lief is.

## Rolverdeling
| Acteur              | Personage                                                             |
| ------------------- | --------------------------------------------------------------------- |
| Anthony Franciosa   | Peter Neal                                                            |
| Daria Nicolodi      | Anne                                                                  |
| Christian Solimeno  | Gianni                                                                |
| John Saxon          | Bullmer                                                               |
| John Steiner        | Christiano Berti                                                      |
| Giuliano Gemma      | Rechercheur Germani                                                   |
| Carola Stagnaro     | Rechercheur Altieri                                                   |
| Veronica Lario      | Jane McKerrow                                                         |
| Mirella D'Angelo    | Tilde                                                                 |
| Mirella Banti       | Marion, Tildes vriendin                                               |
| Lara Wendel         | Maria Alboretto                                                       |
| Fulvio Mingozzi     | Mr. Alboretto                                                         |
| Ania Pieroni        | Elsa Manni                                                            |
| Eva Robins          | Meisje met rode hakken op strand                                      |
| Ippolita Santarelli | Prostituee                                                            |
| Michele Soavi       | Jongeman op motor / Man op strand (onvermeld)                         |
| Lamberto Bava       | Liftmonteur #1 (onvermeld)                                            |
| Dario Argento       | Verteller intro (Italiaanse dialoog) / Moordenaars handen (onvermeld) |